# True Meanings
True Meanings è un album in studio da solista del cantautore inglese Paul Weller, pubblicato nel 2018.

## Tracce
1. The Soul Searchers – 5:02
2. Glide – 2:18
3. Mayfly – 4:00
4. Gravity – 2:33
5. Old Castles – 3:20
6. What Would He Say? – 4:00
7. Aspects – 4:33
8. Bowie – 3:53
9. Wishing Well – 4:36
10. Come Along – 3:03
11. Books – 4:35
12. Movin' On – 4:31
13. May Love Travel with You – 3:01
14. White Horses – 5:26

Durata totale: 54:51